# История почты и почтовых марок Ангильи
История почты и почтовых марок Ангильи охватывает развитие почтовой связи Ангильи — британской заморской территории в Карибском море со столицей в Валли, состоящей из острова Ангилья, одного из самых северных Подветренных островов в составе Малых Антильских островов, и мелких прилегающих островков и коралловых рифов (Скраб, Дог, Прикли-Пиркейс, Сомбреро и др.), не имеющих постоянного населения. Ангилья выпускает собственные почтовые марки с 1967 года.

## Развитие почты
История почты на Ангилье связана с британским колониальным управлением, при этом в 1952 году в результате присоединения острова Ангилья к островам Сент-Кристофер (Сент-Китс) и Невис был создан округ («президентство») колонии Британские Подветренные острова. С 1952 года здесь в обращении находились оригинальные марки с надписями: англ. «Saint Christopher, Nevis, Anguilla» («Сент-Кристофер, Невис, Ангилья»); англ. «Postage & Revenue» («Почтовый и гербовый сбор»). Позднее также использовались марки с надписью англ. «The West Indies Federation» («Федерация Вест-Индии»). Всего было эмитировано 54 почтовые марки.

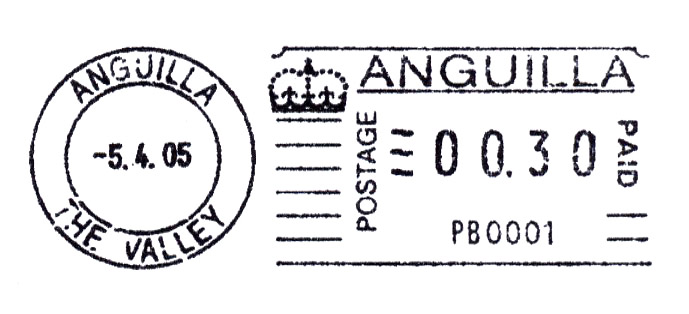
Франкотип Ангильи (2005)

В 1960-х годах Ангилья частью британской колонии Сент-Кристофер-Невис-Ангилья. 27 февраля 1967 года острова Сент-Китс и Невис получили ассоциированный статус, а остров Ангилья провозгласил себя независимым. С этого момента здесь стала развиваться самостоятельная почтовая служба.
Дальнейшее развитие почтовой связи было обусловлено тем, что с 1976 года на Ангилье было введено внутреннее самоуправление, а в 1980 году она стала самоуправляющейся британской территорией.

## Выпуски почтовых марок

### Первые марки
Первыми собственными почтовыми марками Ангильи, выпущенными в сентябре 1967 года, стали почтовые марки Сент-Китса, Невиса и Ангильи с надпечаткой текста: англ. «Independent Anguilla» («Независимая Ангилья»). Однако из-за ограниченности запасов почтовых марок для производства надпечаток продажа почтовых марок контролировалась почтмейстером, при этом никакие заказы от филателистических дилеров не принимались. Тираж таких марок составил всего от ста до трёх тысяч экземпляров.

### Последующие эмиссии
Позднее в том же 1967 году были выпущены первые почтовые марки оригинальных рисунков без надпечатки с изображением известных достопримечательностей Ангильи, таких как маяк Сомбреро и т. п.
В 1968 году был сделан ряд почтовых выпусков: корабли Ангильи, птицы Ангильи, 35-летие организации девочек-скаутов Ангильи (Anguillan Girl Guides) и рождественский выпуск.
В 1969 году первый выпуск был посвящён соляной отрасли Ангильи, но в этом же году британский контроль над Ангильей был восстановлен, а 7 июля 1969 года почтовое ведомство Ангильи было официально признано правительством Сент-Китса и Невиса и в январе следующего года выпустило официальный выпуск, отметивший независимость Ангильи.
В 1968 году появился первый памятный выпуск этой территории, а в 1973 году — первый почтовый блок.
Вышло большое число тематических выпусков Ангильи.

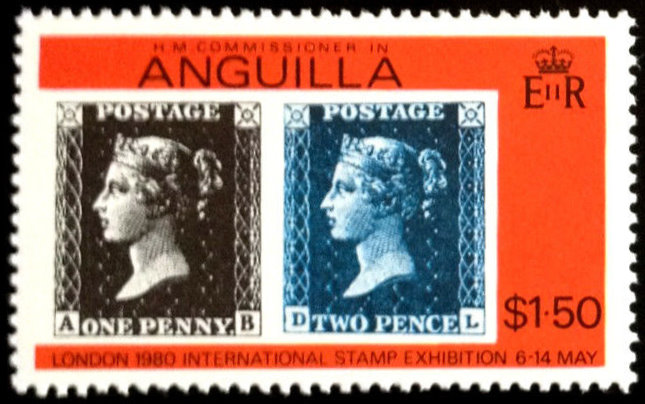
«Марки на марке»: «Чёрный пенни» и «Синий двухпенсовик» на марке Ангильи 1980 года
в честь Международная филателистическая выставка «Лондон-80»